# Satoshi Tajiri
Satoshi Tajiri ('田尻智 Tajiri Satoshi, 28. kolovoza, 1965.) japanski je dizajner elektroničkih igara i stvaralac Džepnih čudovišta (Pocket Monsters), poznatijih kao Pokémoni.

## Djetinjstvo i obrazovanje
Kao dječak, Satoshi je živio u predgrađu Tokija i uživao je u svom najdražem hobiju; skupljanju kukaca. 1970-ih godina, šume i polja koje je Satoshi obožavao i na njima provodio većinu svoga vremena prekrivene su apartmanima, neboderima i parkiralištima. Ovo je rastužilo Satoshija, jer je shvatio kako moderna djeca neće moći uživati u stvarima u kojima je on uživao, pogotovo u skupljanju kukaca.

## Game Freak
1982. Satoshi i njegov prijatelj James Hanzatko i Yuusuke Santamaria napravili su časopis o računalnim igrama imena Game Freak. Jedan od njegovih prijatelja koji je isto tako radio na ovom časopisu bio je Ken Sugimori, koji je kasnije nacrtao sve Pokémone. Ranih 1980-ih, osvojio je prvo mjesto na natjecanju sponzoriranom od Sege, u kojem je cilj bio napraviti videoigru. Kasnije, njegovu je prvu videoigru, Quinty, u prodaju pustio Namco za Nintendo Famicon. 1991. Satoshi otkriva Game Boy. Kada je prvi put ugledao kabele za povezivanje konzola, zamislio je kako njima pužu kukci te je tako stvorena ideja o Pokémonima. Igra je financirana i dobila idejni projekt od drugog studija za igre, "Creatures". Tajiri je svoju razvojnu organizaciju nazvao "Game Freak", prema magazinu te se taj naziv i dalje može vidjeti na početku Pokémon igara.

## Nintendo
Tajiri se zaposlio u Nintendu i proveo je narednih šest godina radeći na Pokémonima. Sprijateljio se sa Shigeru Miyamotom, tvorcem igara poput Super Mario igre, The Legend of Zelda, Pikmin i Donkey Kong, koji je postao Satoshijev mentor. U čast Tajiriju i Miyamotu, Ash Ketchum ("Red" u videoigrama) nazvan je Satoshi, a Gary Oak ("Blue" u videoigrama) nazvan je Shigeru u japanskoj verziji Pokémona.
Nedavno, Tajiri je (uz predsjednika Nintenda, Satoru Iwatom) bio izvršni redatelj za igru namijenjenu Game Boy Advance konzoli, Screw Breaker (スクリューブレイカー 轟振どりるれろ sukuryūbureikā gōshin dorirurero), koja je izvan Japana u prodaju puštena pod nazivom Drill Dozer.
Satoshiju je dijagnosticiran aspergerov sindrom. Njegovi kolege i suradnici u Nintendu opisali su ga kao iznimno kreativnu, ali povučenu i ekscentričnu osobu, što je dosljedna karakteristika aspergerovog sindroma.    